# Latarnia lotnicza

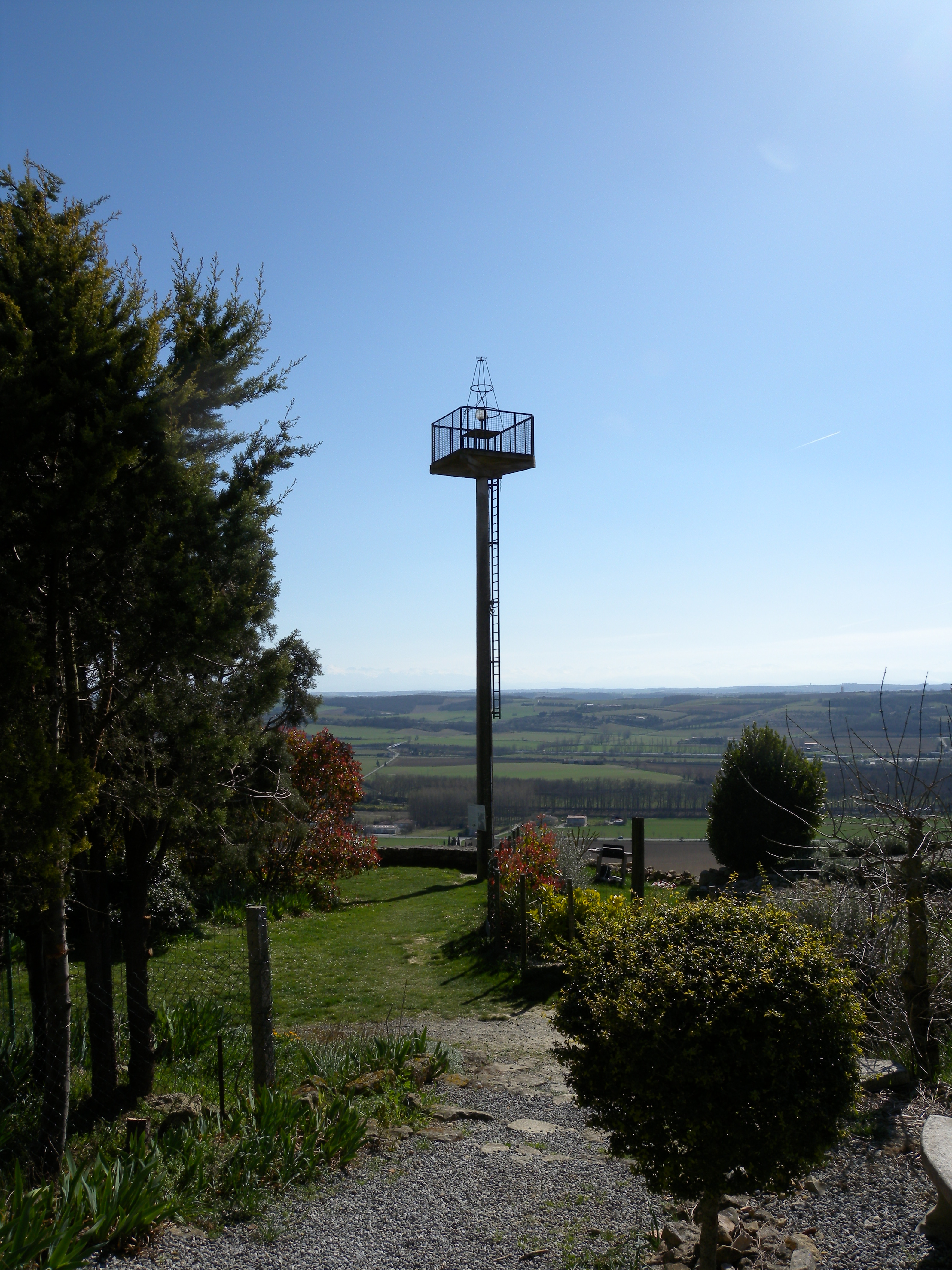
Latarnia lotnicza

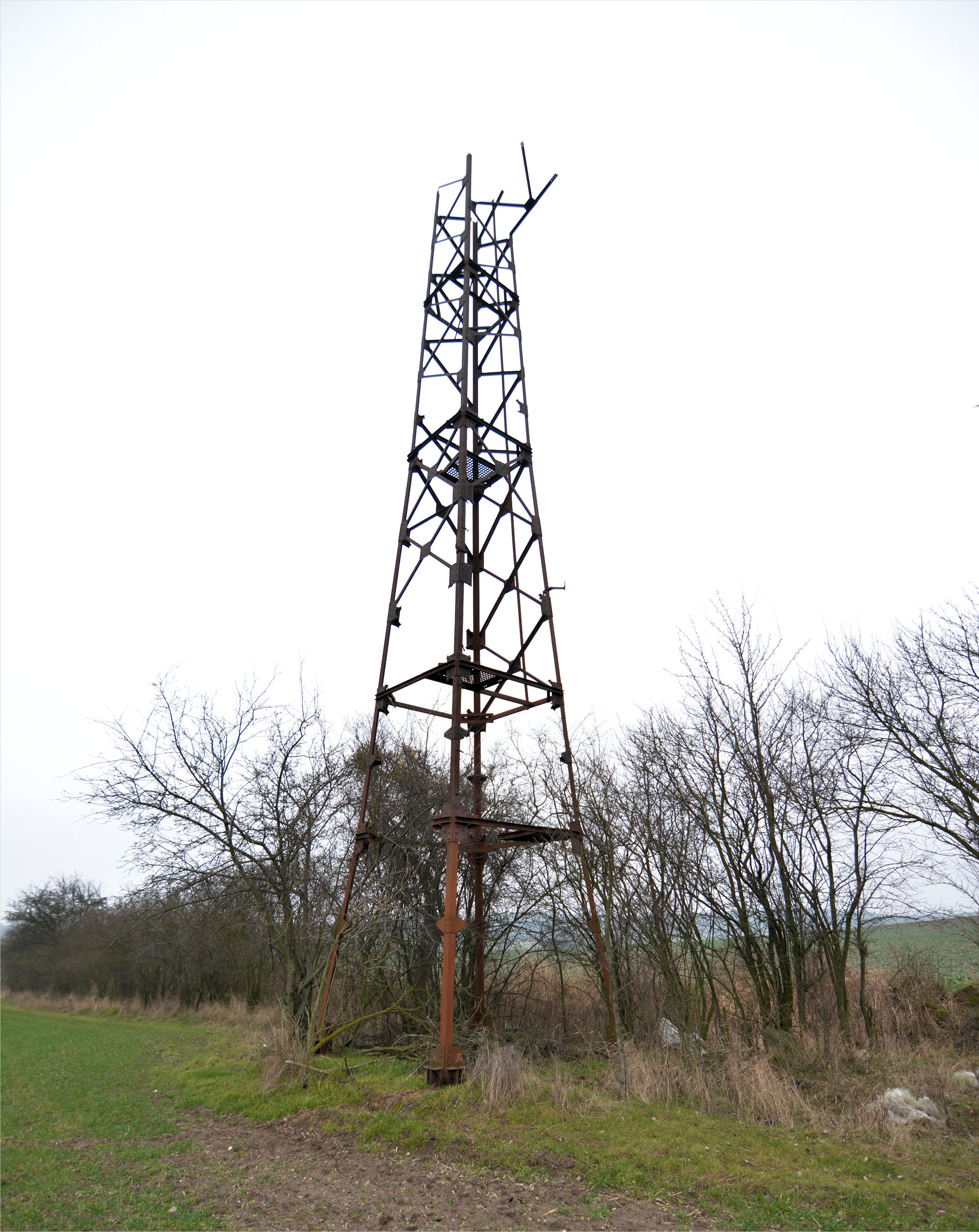
Zniszczona latarnia lotnicza w Czachowie

Latarnia lotnicza – lotnicze światło naziemne pomocne w nocnej nawigacji lotniczej. Latarnie lotnicze miały najczęściej formę niezbyt wysokich wież stalowych (od kilku do kilkunastu metrów wysokości) z umieszczonym na szczycie źródłem światła. Latarnie emitowały światło stałe lub przerywane. Pojawiły się w latach dwudziestych i trzydziestych XX w. Obecnie nie są już praktycznie stosowane, zastąpione zostały radiolatarniami lotniczymi.
Latarnie lotnicze służyły do oznakowywania ważnych dla załóg miejsc (np. lotnisk). Wyznaczano nimi także całe trasy lotnicze budując je co 20 – 30 km. W ten sposób wyznakowano m.in. trasę z Berlina do Królewca (w pobliżu Czachowa zachowała się ruina jednej z latarni lotniczych wyznaczających tę trasę).